# مايا فورد
مايا فورد (بالإنجليزية: Maya Ford)‏ هي موسيقية أمريكية، ولدت في 8 يناير 1979 في أوكلاند في الولايات المتحدة.

## وصلات خارجية
- مايا فورد على موقع IMDb (الإنجليزية)
- مايا فورد على موقع ميوزك برينز (الإنجليزية)
- مايا فورد على موقع ديسكوغز (الإنجليزية)